# چراغلی، تووز
چراغلی (به لاتین: Chyragly) یک منطقه مسکونی در جمهوری آذربایجان است که در شهرستان تووز واقع شده است.